# Karl Grünn
Karl Grünn (n. 20 februarie 1855, Periam  - d. 30 noiembrie 1930, Ramat Gan) a fost un preot catolic, poet de limba germană cultă și în dialectul șvăbesc din Banat 

## Biografie
S-a născut în localitatea Periam, ce purta numele german Perjamosch, ca fiu al învățătorului Johann Grünn și al soției sale Maria, născută von Niameszny. Din cei cinci frați ai săi, Ludwig Baróti Grünn a devenit cunoscut ca istoric.
Karl Grünn a început să scrie versuri din copilărie. Mama sa îl dusese la biserică, unde pictorul finisa chipul Fecioarei Maria în cupola turlei. Karl Grünn a scris o poezie despre această pictură.
A urmat apoi gimnaziul la Seghedin, după care a studiat teologia la Timișoara.
În 1878 a fost hirotonit preot și a slujit în calitate de capelan la bisericile din Großjetscha (Iecea Mare), Lenauheim, Orzydorf (Orțișoara) și, timp de trei ani, în Deutschzerne (Srpska Crnja). Aici a cunoscut-o pe Katharina Maria Weber. După trei ani au început o cale comună în Gertjanosch (Cărpiniș), ce a durat până la sfârșitul vieții ei.
A mai fost preot în Deutschbokschan (Vasiova), Großkikinda (Chichinda Mare), Elek, Anina, devenind 1894 preot paroh în Homolitz an der Donau (Omolița), unde a slujit timp de 16 ani.
În 1910 și-a văzut visul împlinit - s-a întors ca preot în localitatea sa natală. În 1928 s-a pensionat. După pensionare, ultimii doi ani ai vieții, i-a dedicat creației poetice.
Poeziile sale oglindesc dragostea sa pentru natură, pentru oamenii simpli și pentru țăranii și meseriașii șvabi. Reia permanent teme privind viața din satele șvăbești. Prin versurile sale, cititorul poate arunca o privire și în viața ciobanilor români, a vecinilor săi sârbi și a țiganilor.
În cea mai cunoscută poezie a sa, „Perjamosch“ descrie strămutarea locuitorilor din Perjamosch pe dealul din apropiere și încearcă să explice proveniența numelui satului.

## Scrieri
- Gedichte, editura Wilhelm Frick, din Viena, 1891 (1897)
- Leben und Liebe (2 vol) , editura Alois Pirkmayer din Perjamos, 1913  (1915)
- Frucht und Blüte, editura Josef Frischmann (Perjamos), 1927
- Gedichte, Editura Kriterion, București, 1976 [3]